# 孤山縣
孤山縣位於中華民國安東省，民國三十六年（1947年）置，命名為孤山縣，縣治大孤山鎮。

## 歷史沿革
- 民國三十七年（1948年）3月4日，中華民國內政部方字第0538號公函。[1]

案查前准安東省政府代電以該省大孤山一帶地方，南濱黃海，形勢扼要，地廣人稠，物產富饒，請准增設孤山縣，即以大孤山鎮為縣治，業經本部核議，呈院核示在案。茲奉行政院三十六年三月二十八日從一字第一一三二五號指令轉奉國民政府令准備案，除通行外，相應函請查照為荷